# 토머스 J. 힉스
토마스 J. 힉스(Thomas J. Hicks 1875년 7월 7일 ~ 1963년 12월 2일)은 미국의 육상 선수였으며 1904년에 올림픽 마라톤 종목에서 금메달을 따냈다.
힉스는 잉글랜드에서 태어나서 매사추세츠주의 케임브리지에서 살았으며 1904년에 열린 보스턴 마라톤에서 2위를 차지했으며 미주리주의 세인트 루이스에서 열린 EXPO의 한 부분으로 열린 1904년 하계 올림픽에서 주목할 만한 경주를 펼치며 우승했다.
상태는 나빴다. 코스는 교통수단이 일으킨 먼지투성이 때문에 더러웠다. 힉스는 원래 1위로 결승선을 통과하지 않았으며 프레드 로즈 다음으로 통과했다. 하지만 로즈는 9마일을 달린 후에 경주를 포기했다. 차로 코스의 대부분을 달린 후에 그는 결승선 5마일 전에 다시 경주를 시작했다. 이런 행위는 이것을 단지 농담이라고 주장한 심판에게 발각되어서 로즈는 실격되었다.

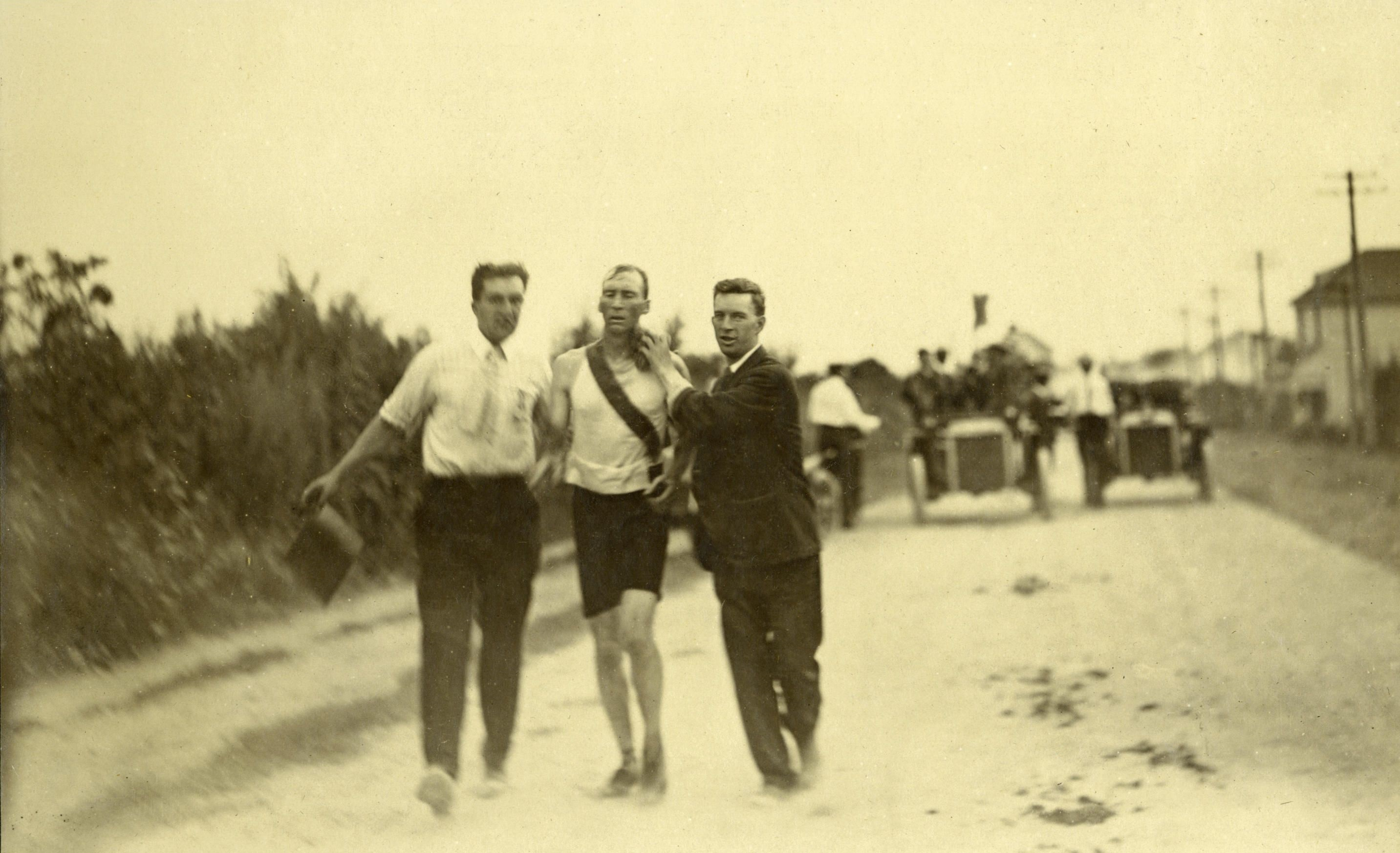
1904년 하계 올림픽에서 힉스와 도우미

만약 현재의 규정대로 경기를 했더라면 힉스도 실격 되었을 것이다. 왜냐하면 그의 도우미가 축 처질정도로 안좋은 경주를 펼치자 약 1mg의 스트리크닌과 약간의 브랜디를 먹였기 때문이다. 처음에 스트리크닌을 먹고나서도 별로 효력이 오래가지 않자 그에게 다른 것을 주었던 것이다. 결과적으로 그는 결승점을 지난 다음에 쓰러졌다. 한번 더 복용했다면 이는 치명적이었을 것이다. 스트리크닌은 현재 금지 약물이다.